# Korsberga kyrka, Småland
Korsberga kyrka är en kyrkobyggnad i Korsberga i Växjö stift. Den är församlingskyrka i Korsberga församling.

## Kyrkobyggnaden
Korsberga gamla kyrka som revs 1856 låg i närheten av den nuvarande. Ursprungligen var den en byggnad av senmedeltida typ, influerad av munkar ur Cisterciensordens byggnadskonst. Den saknade torn men var försedd med en takspira krönt med en kyrktupp. Kyrkans tre klockor hängde i en stapel. Inga medeltida inventarier finns kvar eftersom kyrkan härjades av eld 1598. När den återställts efter förödelsen erhöll den nya inventarier. 
Överste Per Stålhammar på Hultsvik skänkte 1693 kyrkan en altartavla bestående av fyra målningar med motiv ur Kristi lidande. 1705 försågs kyrkan med en ny predikstol förfärdigad av Torbern Röding. 
Vid en visitation 1837 förrättad av biskop Esaias Tegnér dömdes kyrkan ut, då den ansågs vara gammal och sprucken. Länsbyggmästare Carl Robert Palmér fick 1839 i uppdrag av församlingen att utarbeta ritningsförslag på en ny kyrka. Dessa ritningar bearbetades ett par gånger av Johan Fredrik Åbom vid Överintendentsämbetet. 
Det dröjde till 1855 innan arbetet kunde påbörjas under ledning av murarmästare Jonas Malmberg från Växjö.Den färdigställdes 1856 men det dröjde till 1862 innan den blev invigd av biskop Henrik Gustaf Hultman. Kyrkan är byggd i sten och uppförd i empirestil Den består av ett långhus med ett korabsid med bakomliggande sakristia i norr och ett torn i söder. Tornet är försett med lanternin krönt med ett kors. Omkring lanterninen finns räcken. Kyrkans exteriör är oförändrad sedan byggnadstiden. I tornet hänger tre kyrkklockor: lillklockan från 1631, mellanklockan från medeltiden och storklockan från 1796, omgjuten 1907.

## Inventarier
- Fristående altare.
- Altarprydnad i form av en mindre kopia av Thorvaldsens Kristus.
- Korabsiden är prydd med grekiskt tempelinspirerade kolonner. Bågen över absiden bär texten "Ära vare Gud i höjden".
- Altarring med svarvade balusterdockor från kyrkans byggnadstid.
- Predikstol med ljudtak är av tidstypisk rundformat slag.
- Trumpetblåsande putti dvs. änglar pryder dörrarna till sakristians överstycken.
- Predikstol från gamla kyrkan förfärdigad 1705 av Torbern Röding. Förvaras i tornkammaren.
- Bänkinredningen är försedd med dörrar mot mittgången.
- Orgelläktaren är försedd med balusterdockor. Mittstycket är dekorerat med förgylld lyra och korslagda blåsinstrument.

## Bilder

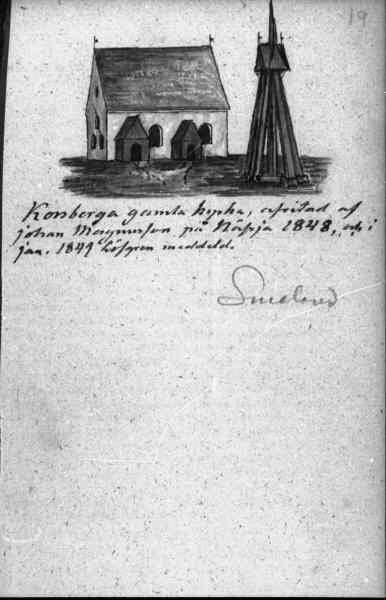
Korsberga gamla kyrka.
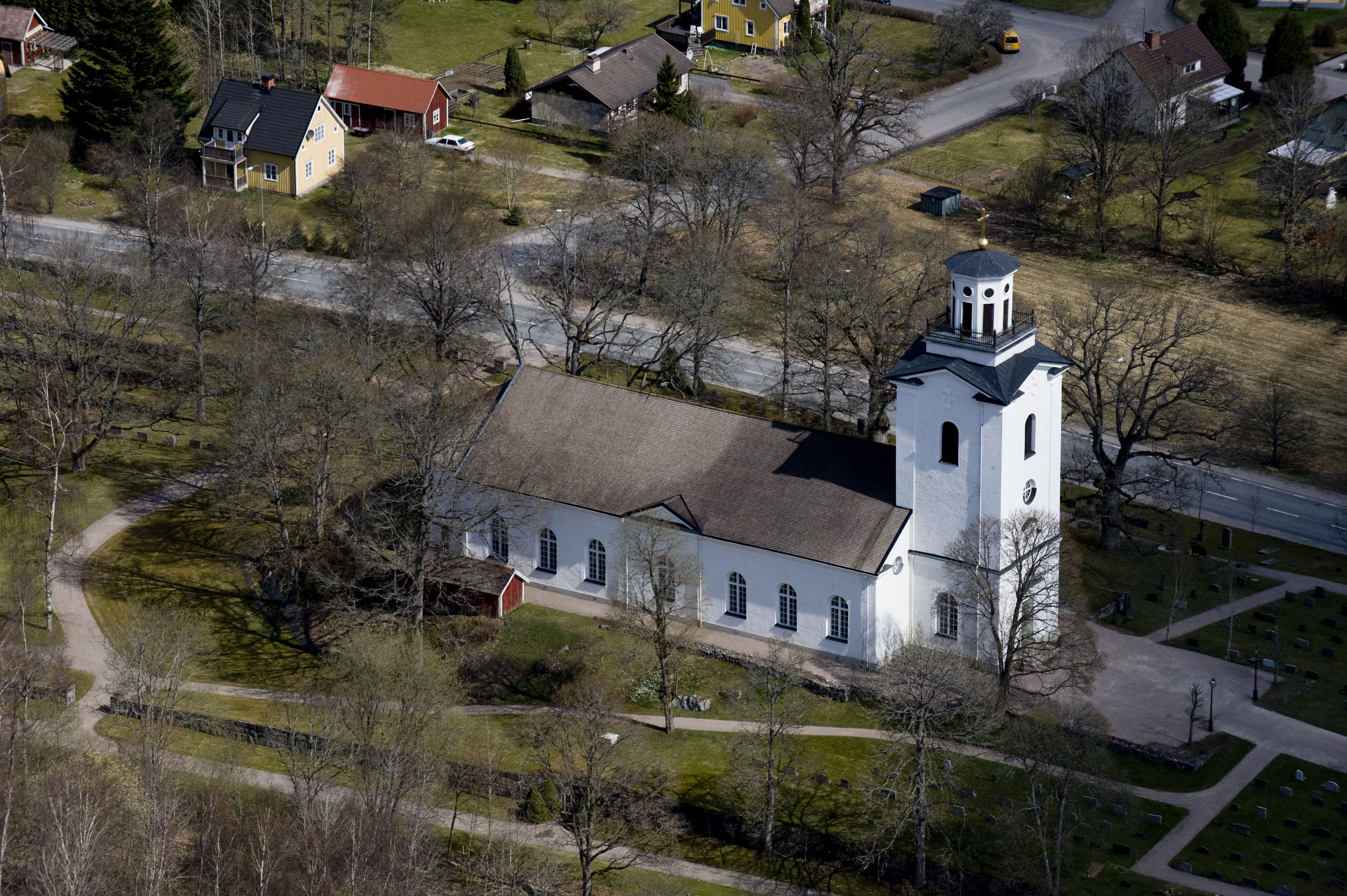
Kyrkan från ovan.
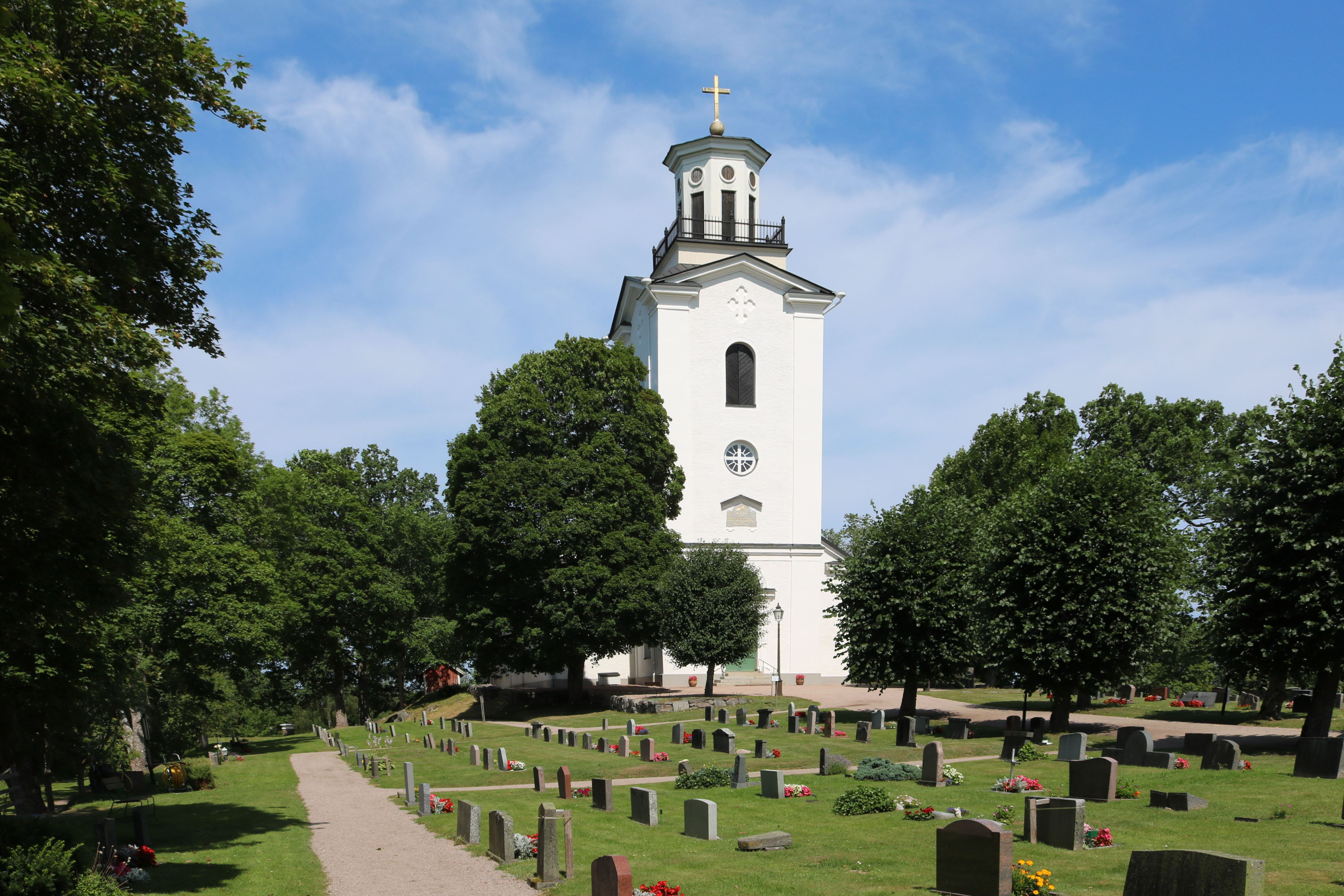
Exteriör från sydväst.
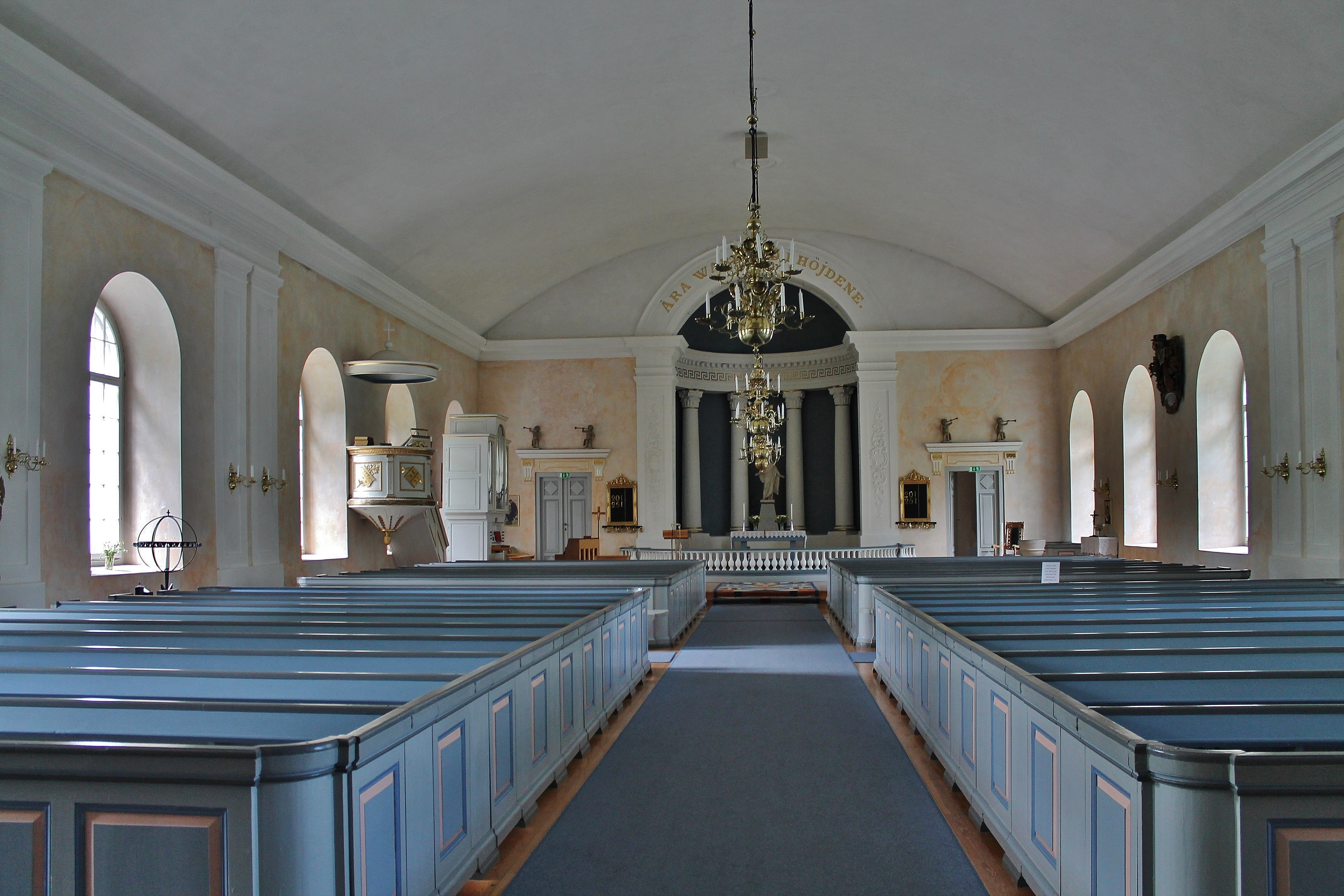
Interiör mot nord.
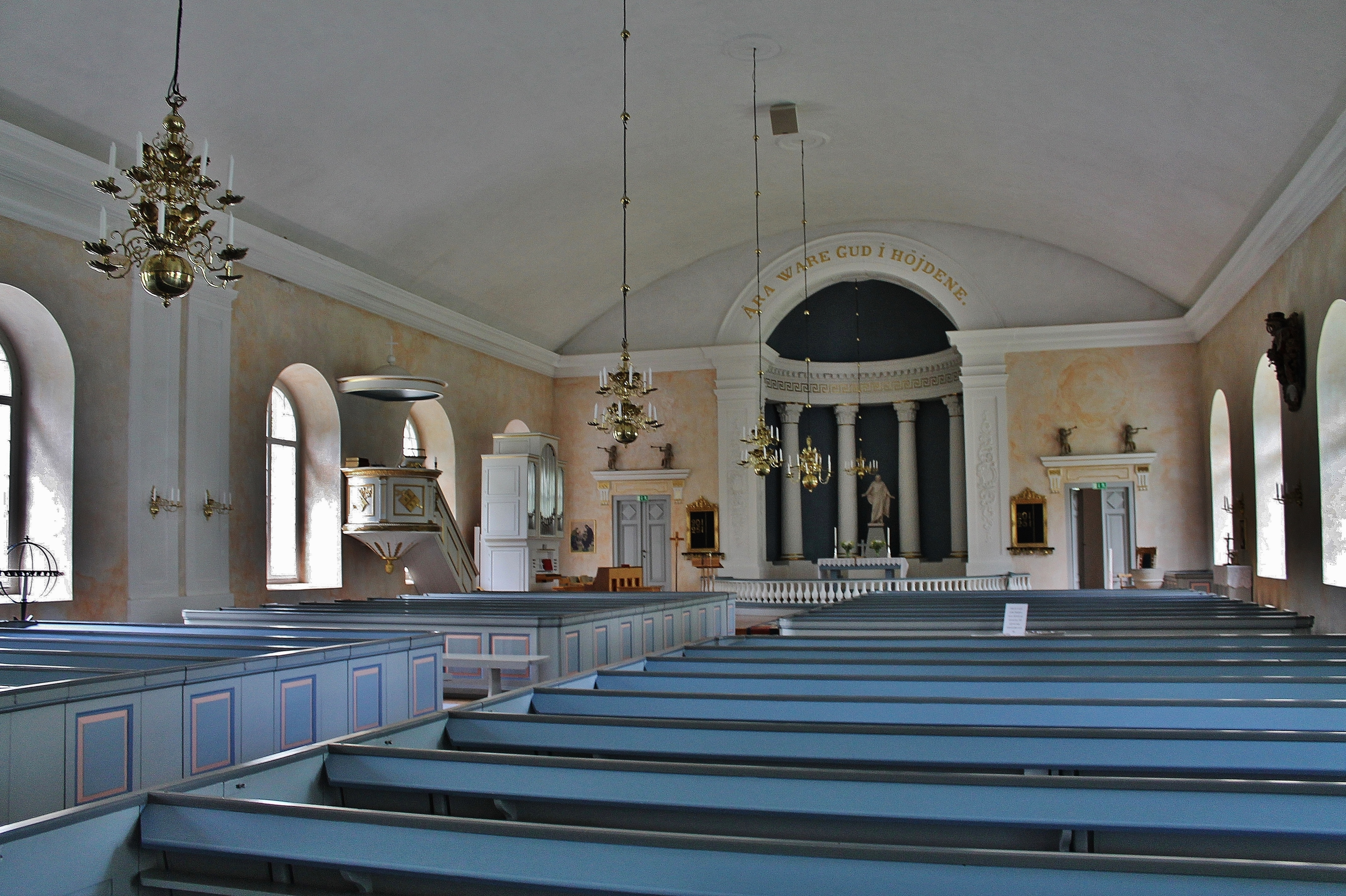
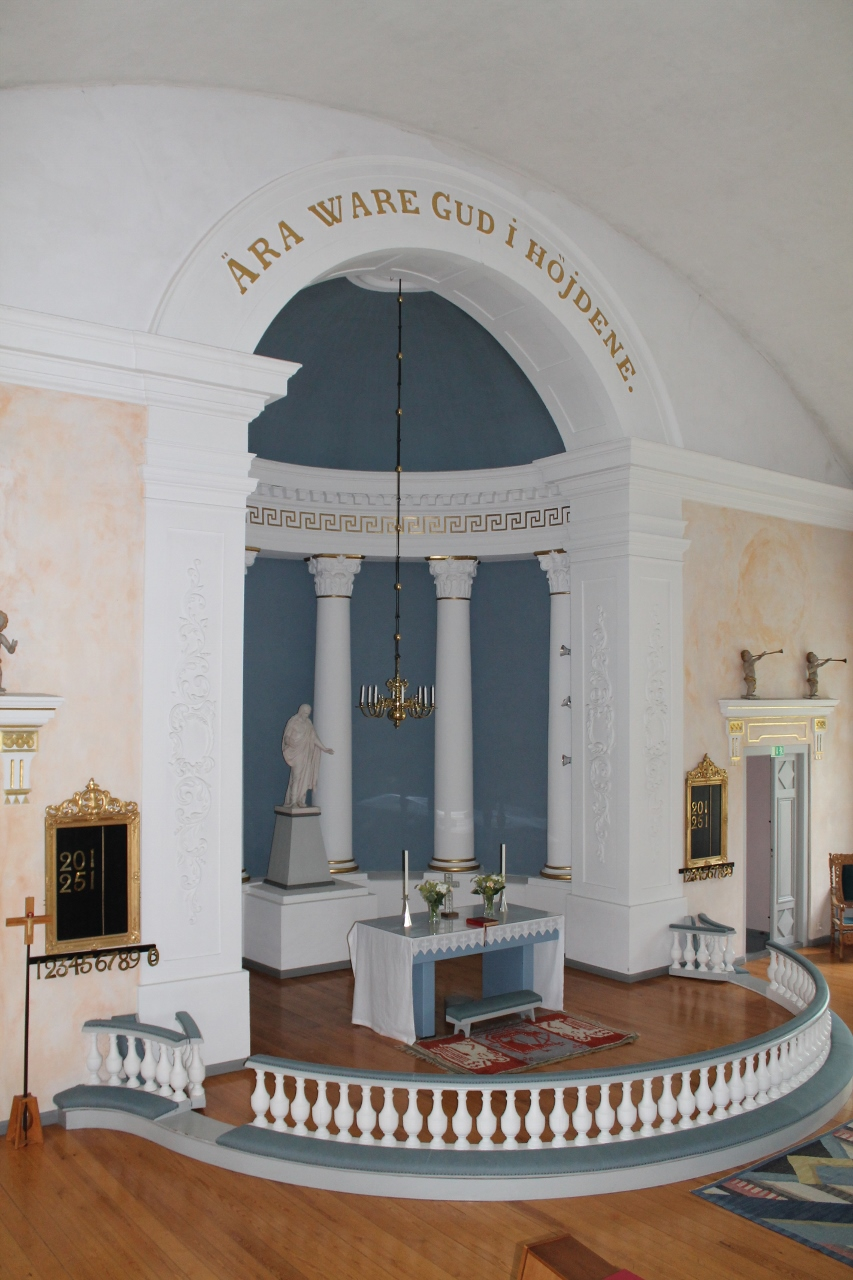
Koret.
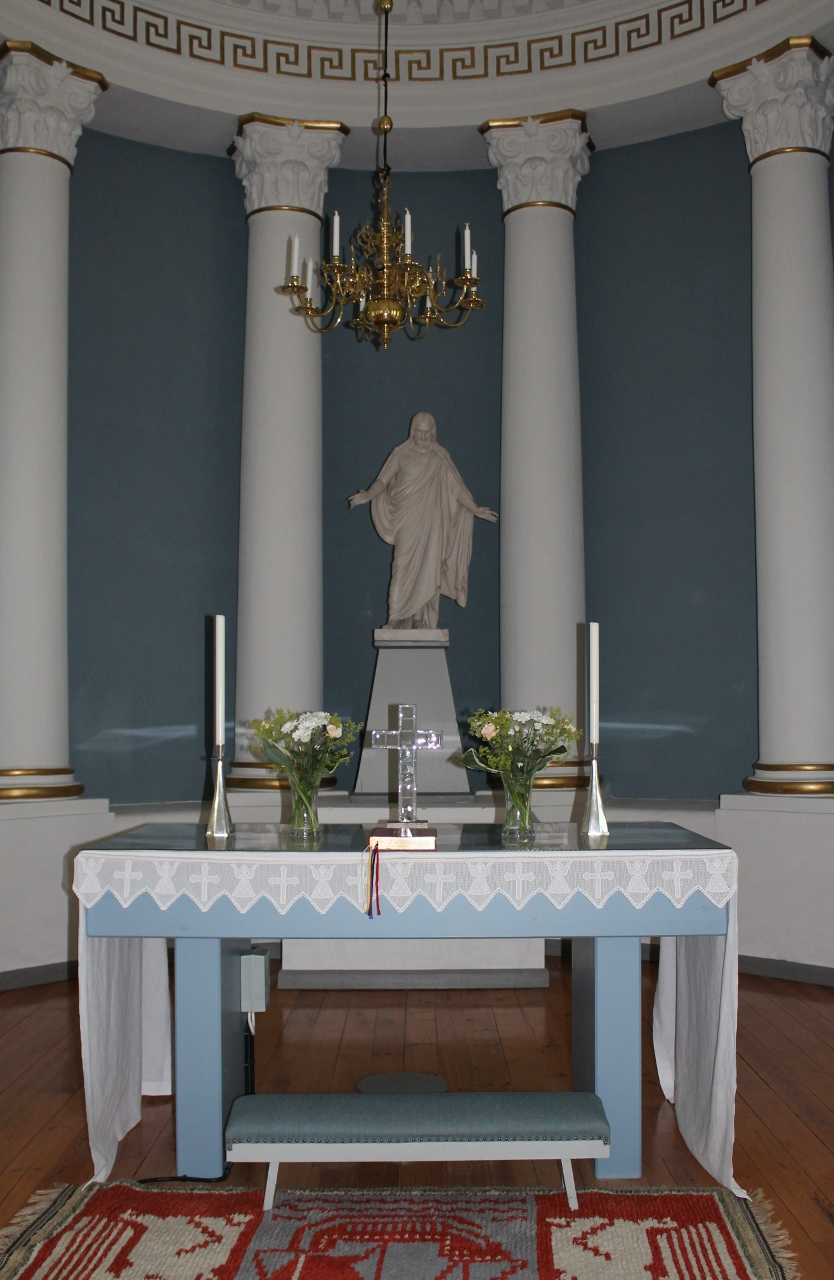
Altaret.
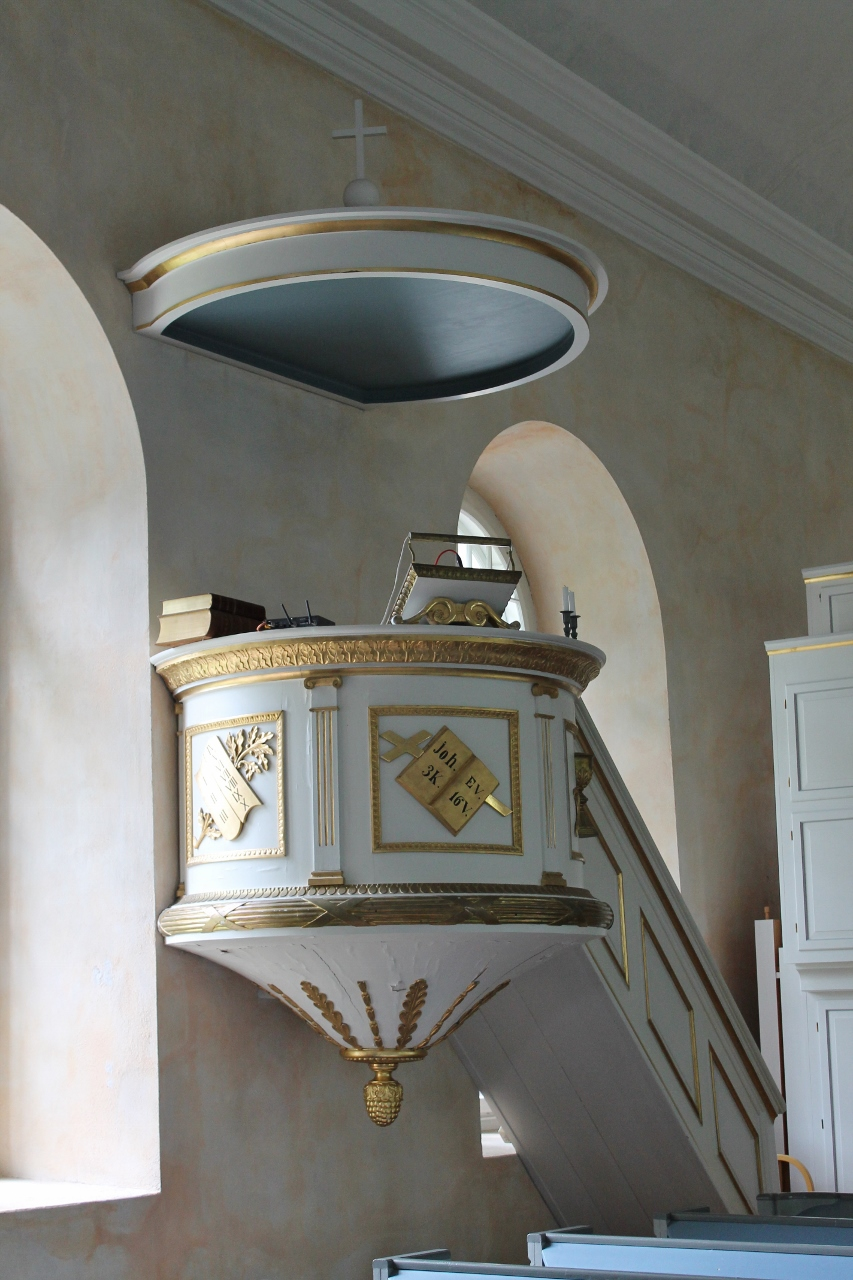
Predikstol.
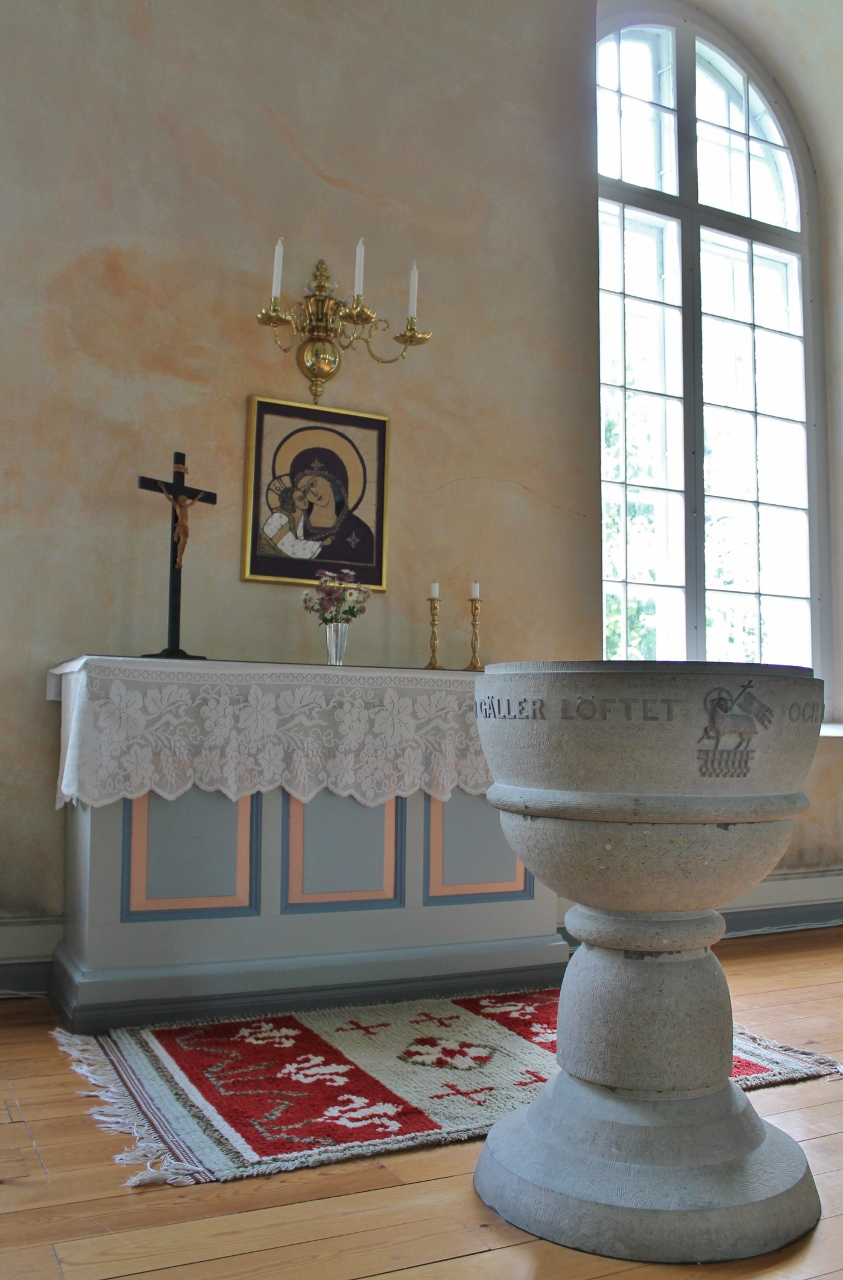
Dopfunten.
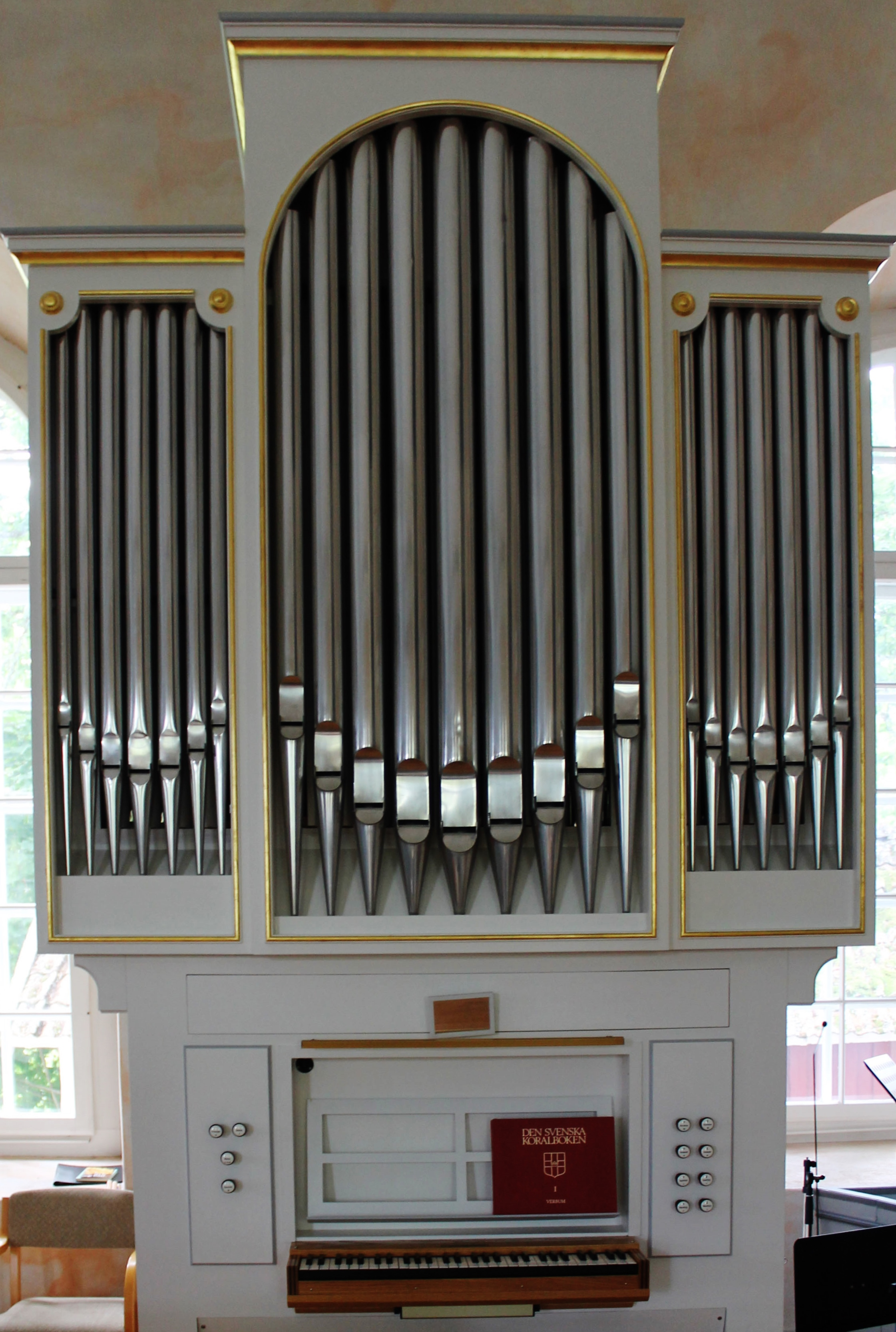
Kororgeln.
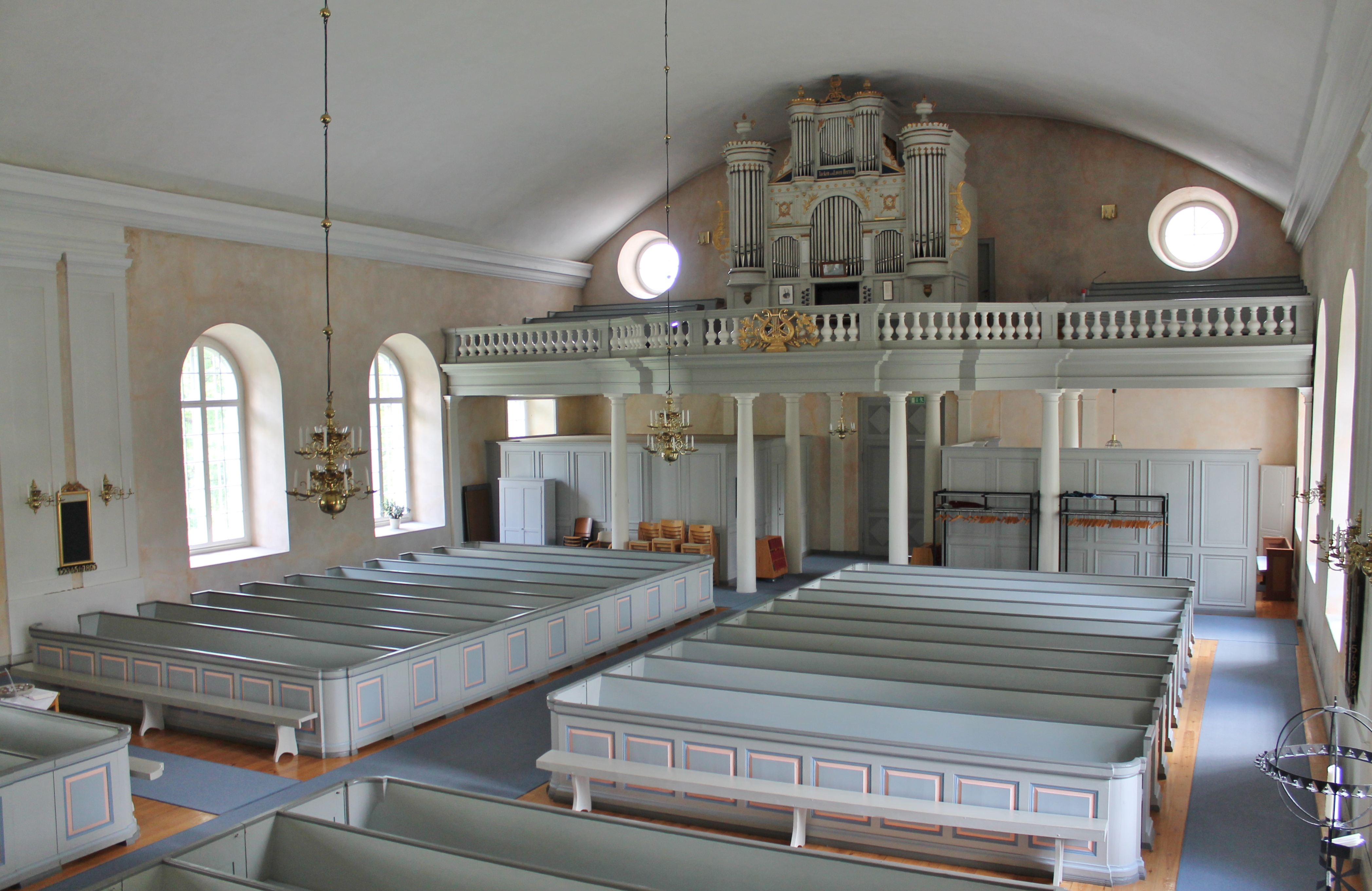
Kyrkorummet med orgelläktaren.
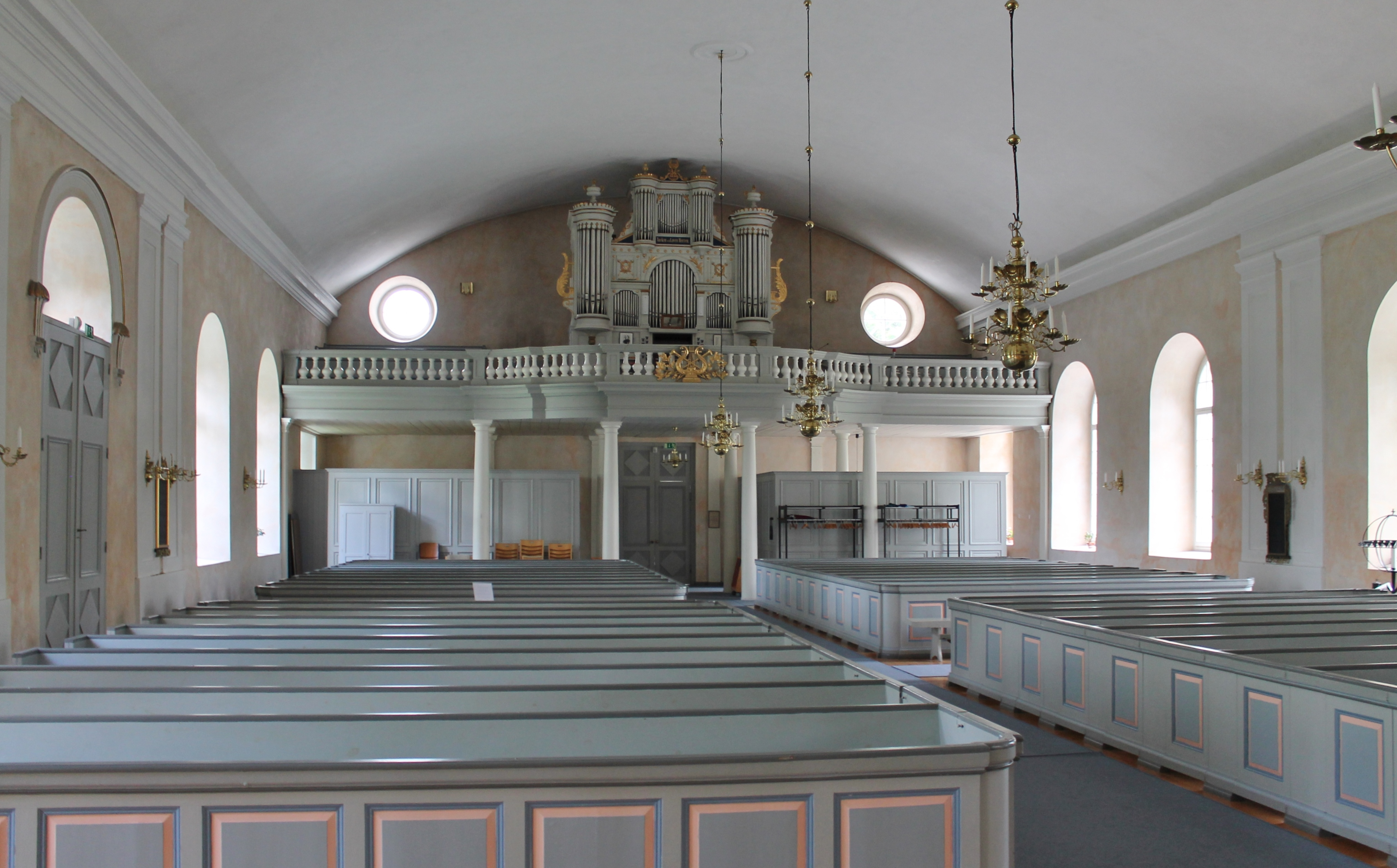
Interiör mot söder.

## Orglar

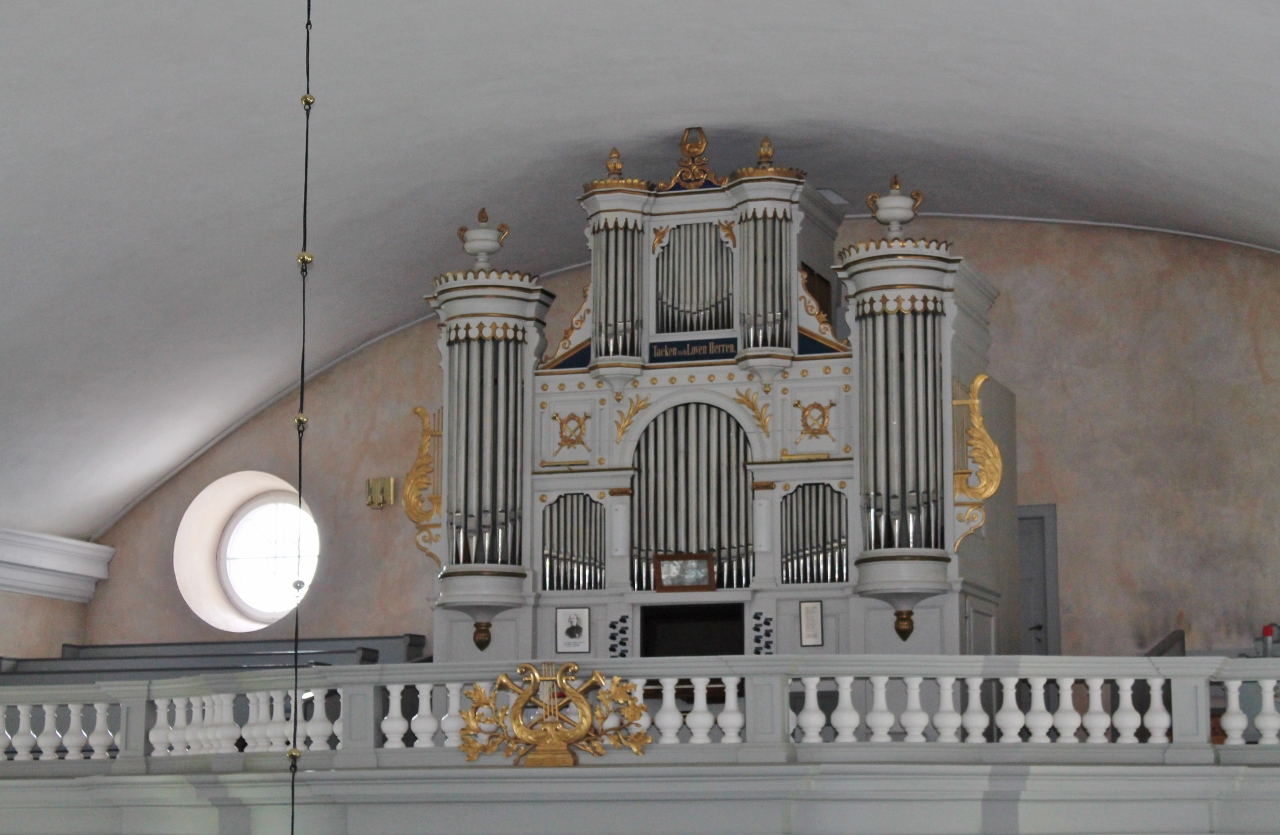
Johannes Magnussons orgel

- 1743 bygger Lars Solberg, Norra Sandsjö en orgel med 11 stämmor.[3]
- Den nuvarande orgeln är en 19-stämmors orgel byggd 1865 av Johannes Magnusson i Lemnhult. Till orgeln hör en välbevarad pampig empirefasad. Orgeln är mekanisk

Disposition:
| Huvudverk I   | Öververk II       | Pedal         | Koppel |
| Borduna 16' D | Gedackt 8'        | Subbas 16'    | I/P    |
| Principal 8'  | Flute d ámour 8'  | Violoncell 8' | II/I   |
| Gedackt 8'    | Viola di gamba 8’ | Octava 4'     | I 4'/I |
| Oktava 4'     | Principal 4'      | Basun 16'     |        |
| Hålflöjt 4'   | Flöjt 4'          |               |        |
| Qvinta 3'     |                   |               |        |
| Oktava 2'     |                   |               |        |
| Scharf 3 chor |                   |               |        |
| Trumpet 8'    |                   |               |        |

- En sentida kororgel från Mårtenssons orgelfabrik.